# Midleton
Midleton (Irsk: Mainistir na Corann) er en irsk by i County Cork i provinsen Munster, i den sydlige del af Republikken Irland med en befolkning (inkl. opland) på 10.048 indb i 2006 (7.957 i 2002)